# Neurómero
Neurómeros são os segmentos do tubo neural que estabelecem o cérebro embriónico durante o desenvolvimento embrionário.